# براق (ناقلة جنود)
براق بي إم بي-1 هي ناقلة جنود مدرعة صحراوية وبرمائية، إيرانية الصنع أنشئت عام 1997م. وهي مصممة لنقل جنود المشاة إلى ساحة المعركة. مزودة بمحرك ديزل ذي 8 أسطوانات وبقدرة تبلغ 330 حصاناً يبرد بالهواء، ويبلغ وزن العربة 13 طناً وتبلغ سرعتها 65.5 كيلومتر في الساعة. وتعتبر ناقلة الجند براق، من أبرز منجزات الصناعات الدفاعية الإيرانية، حيث تم تصميم وإنتاج أنواع مختلفة منها لتلبية احتياجات القوات المسلحة الإيرانية.

## المواصفات
عربة براق هي عربة محصنة حيث تبلغ سمك سبيكة الدرع لهذه الناقلة من 5 إلى 19 ملم، وان مزاغها المطاطية تمنحها حرية الحركة في المناطق الرملية بسهولة. وهي مجهزة بأنظمة ملاحة واتصالات ذات مدى 40 كيلومتر. ويبلغ طاقم هذه الناقلة المدرعة 10 أشخاص بالإضافة إلى السائق والرامي، ويبلغ وزن المدرعة ثلاثة عشر طناً. كما تم تزويدها بمحرك ديزل ذي 8 اسطوانات. وهذه المدرعة مجهزة بشاحن توربيني، وتبلغ سرعتها نحو 65.5 كيلومتر في الساعة الواحدة، وان المدى الأقصى لحركتها على الأرض 625 كيلومتر. كما وان تصميم المحرك وآلية النقل وآلية التعليق، يوفر أداء مرتفع المستوى لعبور أنواع مختلفة من الأراضي. ويمكن للعربة أن تجتاز طرق بارتفاع 0.7 متر، وتبلغ زاوية مثل هذه الطرق 30 درجة والأماكن الجانبية بـ 25 درجة. للمدرعة إمكانية توفير الحماية المناسبة لأفراد طاقمها، وتتمتع بعبور العقبات والعوائق والتحصينات والخنادق والمناطق والمسارات غير المستوية بسرعة عالية مع قابلية عالية على المناورة الثقيلة.

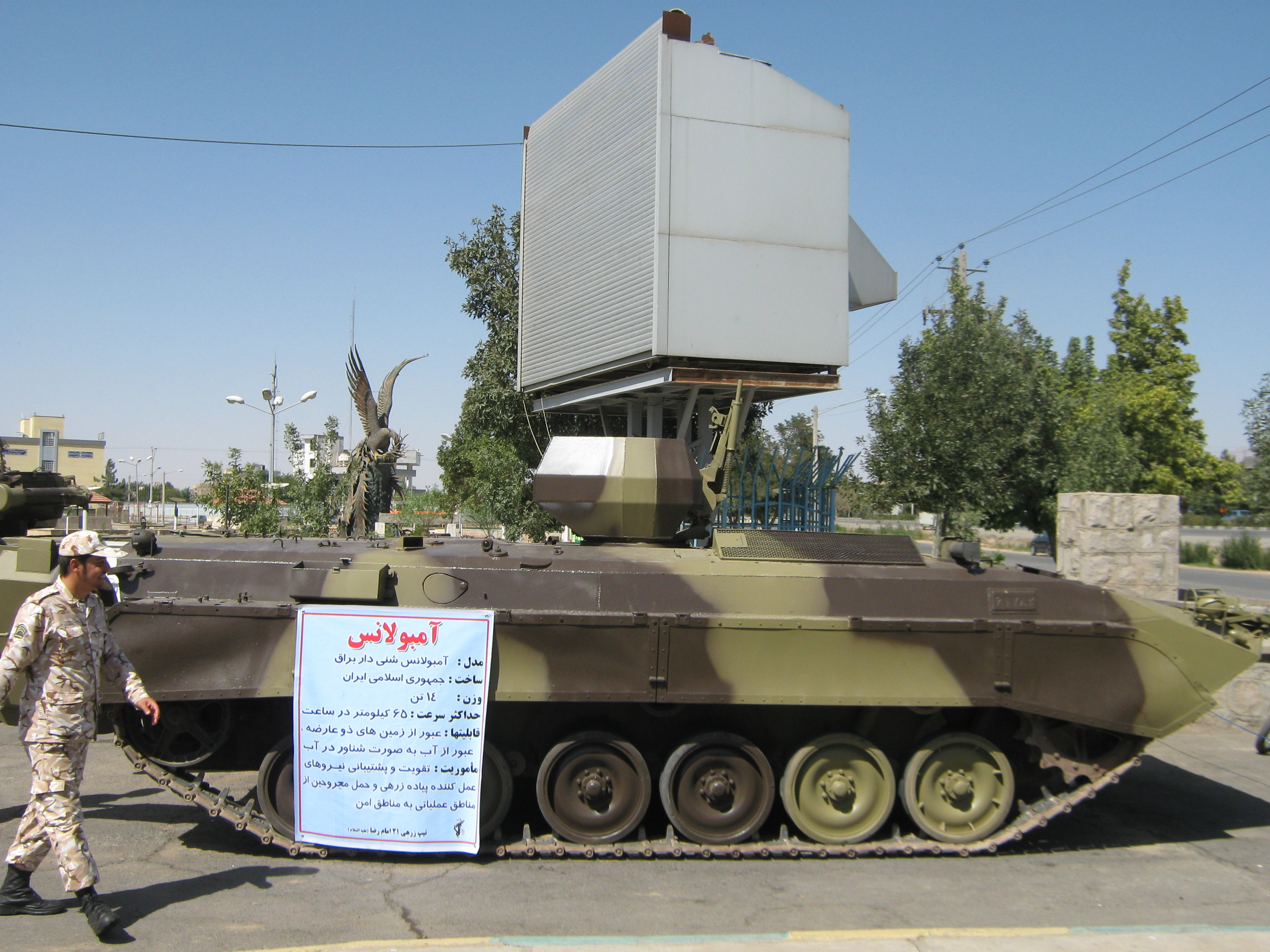
عرض عربة براق المدرعة بأسبوع الدفاع المقدس في نيسابور

## التسليح
السلاح الرئيسي لهذه المدرعة هو مدفع رشاش عيار 12.7 ملم يمكنه إطلاق 600 إطلاقة في الدقيقة الواحدة. كما وان البرج المدرع لهذه الناقلة له إمكانية الاستدارة الأفقية الكاملة بـ 360 درجة وعمودياً بـ 78 درجة. كما وان المدرعة مجهزة بنظام إطلاق الدخان المضلل للاستتار في ساحة المعركة.

## نماذج أخرى
▪ بي إم بي-2 :
من التطويرات التي تتميز بها، هي وجود فتحة السائق إلى اليمين بعكس المدرعة الروسية 2-BMP التي توجد فتحة السائق إلى اليسار منها. كذلك احتوائها على محرك أكثر قوة وجنازير بحدوات مطاطية. وقامت جمهورية إيران بإحلال كامل برج الـ BMP-2 بمدرعتها، مع تزويدها بأجهزة تصويب رؤية ليلية، وهي واضحة فوق برج المدرعة. شاركت تلك الآليات في معارك حيةً سواءً في سوريا والعراق أو في مناطق أخرى. والآن يوجد لعربة براق نماذج أخرى فبعضها يحتوي على محرك ديزل توربيني ذو ثمانية أسطوانات يمكن أن تصل قوته إلى 330 حصان. وبعضها رُكب برجين عليها وأصبحت عربة قتال للمشاة وهي تحمل رشاش عيار 7.62 مم، وكذلك قاذفة صواريخ مضادة للدبابات. وأيضاً هناك نموذج آخر لعربة براق يحتوي على هاون ذاتي الدفع مزود بمدفع هاون عيار 120 ملم. اما النموذج الأخير لبراق فهو مجهز بنظام صواريخ مضاد للدبابات.

## المشغلين الحاليين
- إيران: توجد لدى جمهورية إيران حوالي (40) عربة في الخدمة اعتباراً من 2000م و 2002م و (140) عربة إضافية عام 2005م و 2008م.[11]
- السودان: صدرت 10 طلبات في عام 2001 من إيران وتم تسليمها في عام 2003م إلى دولة السودان. وقد تم تجميع بعضها محلياً.
- كازاخستان: توجد لدى دولة كازاخستان (40) عربة في الخدمة في عامي 2000م و 2002م، وحوالي (140) عربة أخرى عام 2005م.[12]

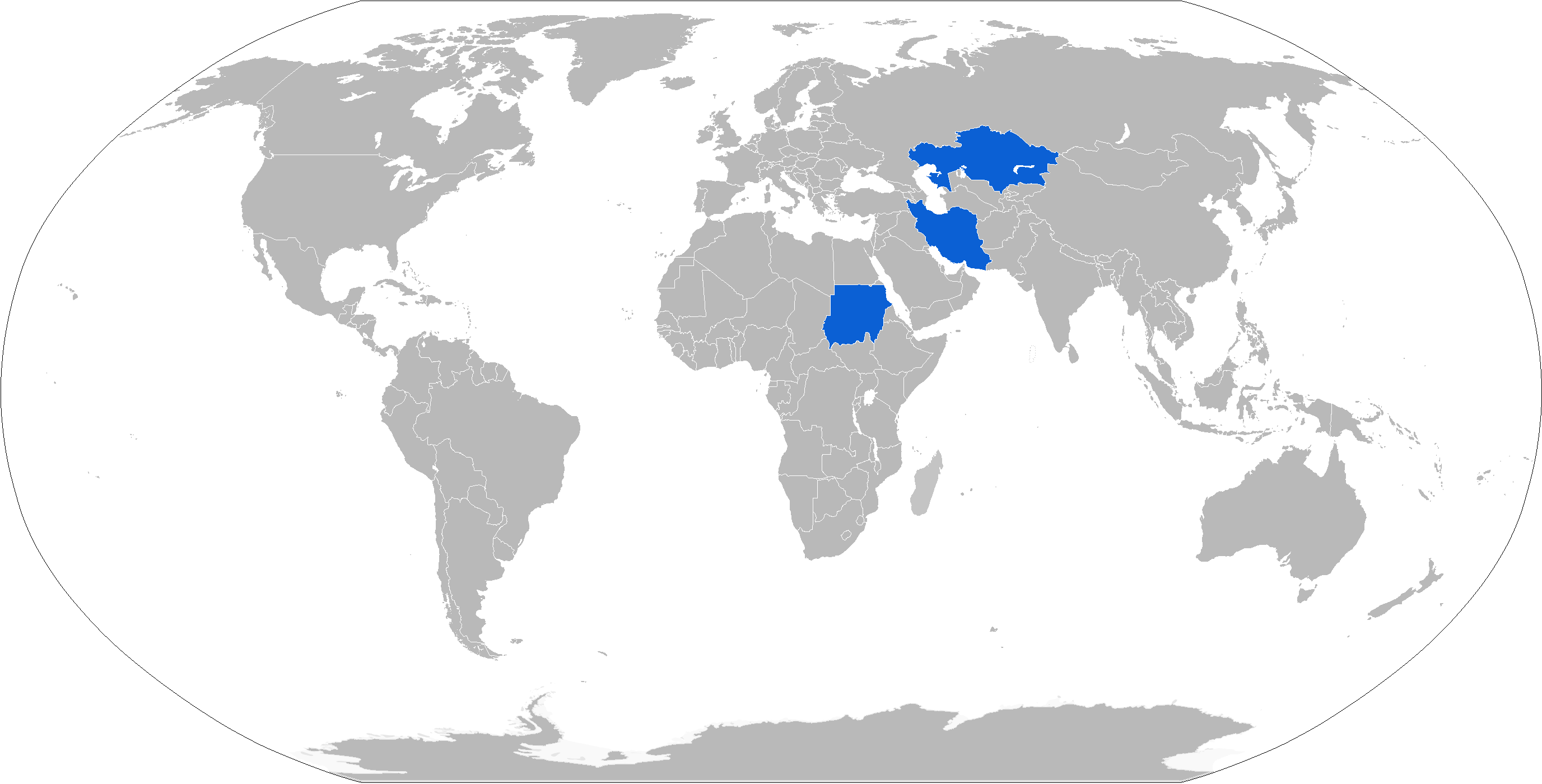
تظهر هذه الخريطة المشغلين الفعليين باللون الأزرق لعربة براق العسكرية

## معرض الصور

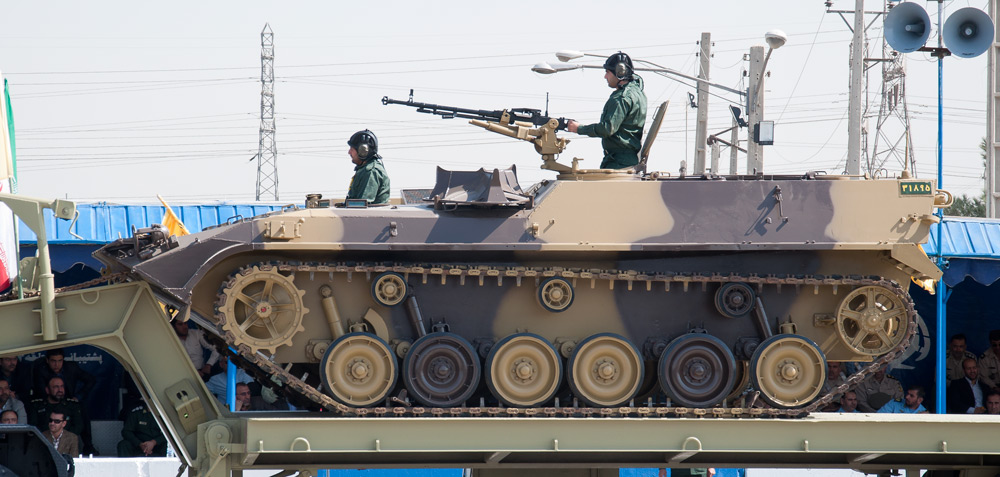
عربة براق خلال استعراض عسكري
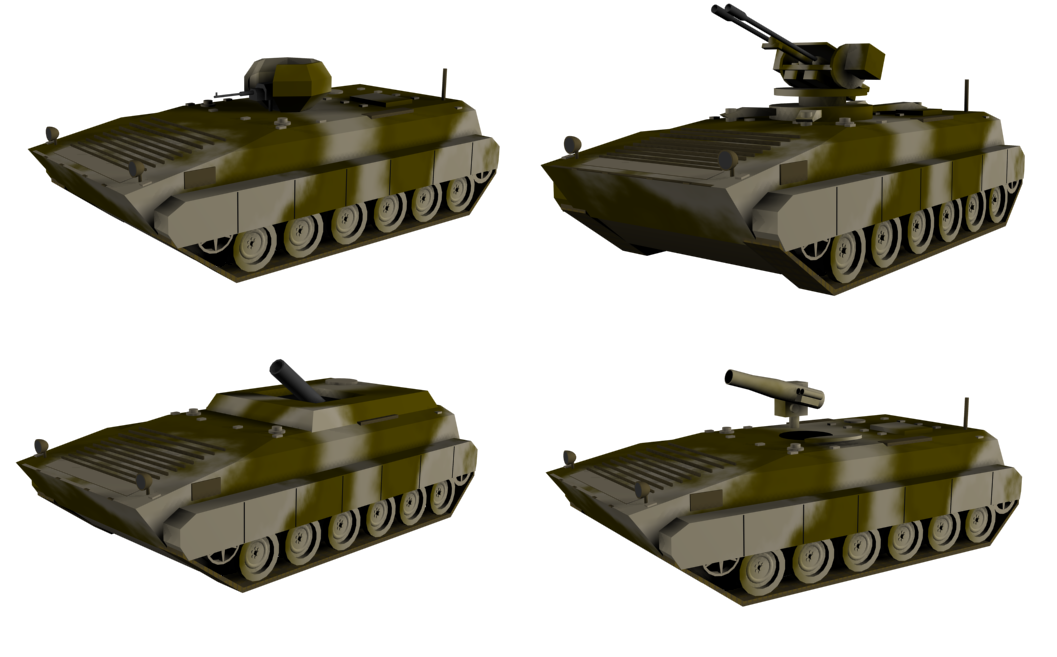
نماذج أخرى لعربة براق العسكرية
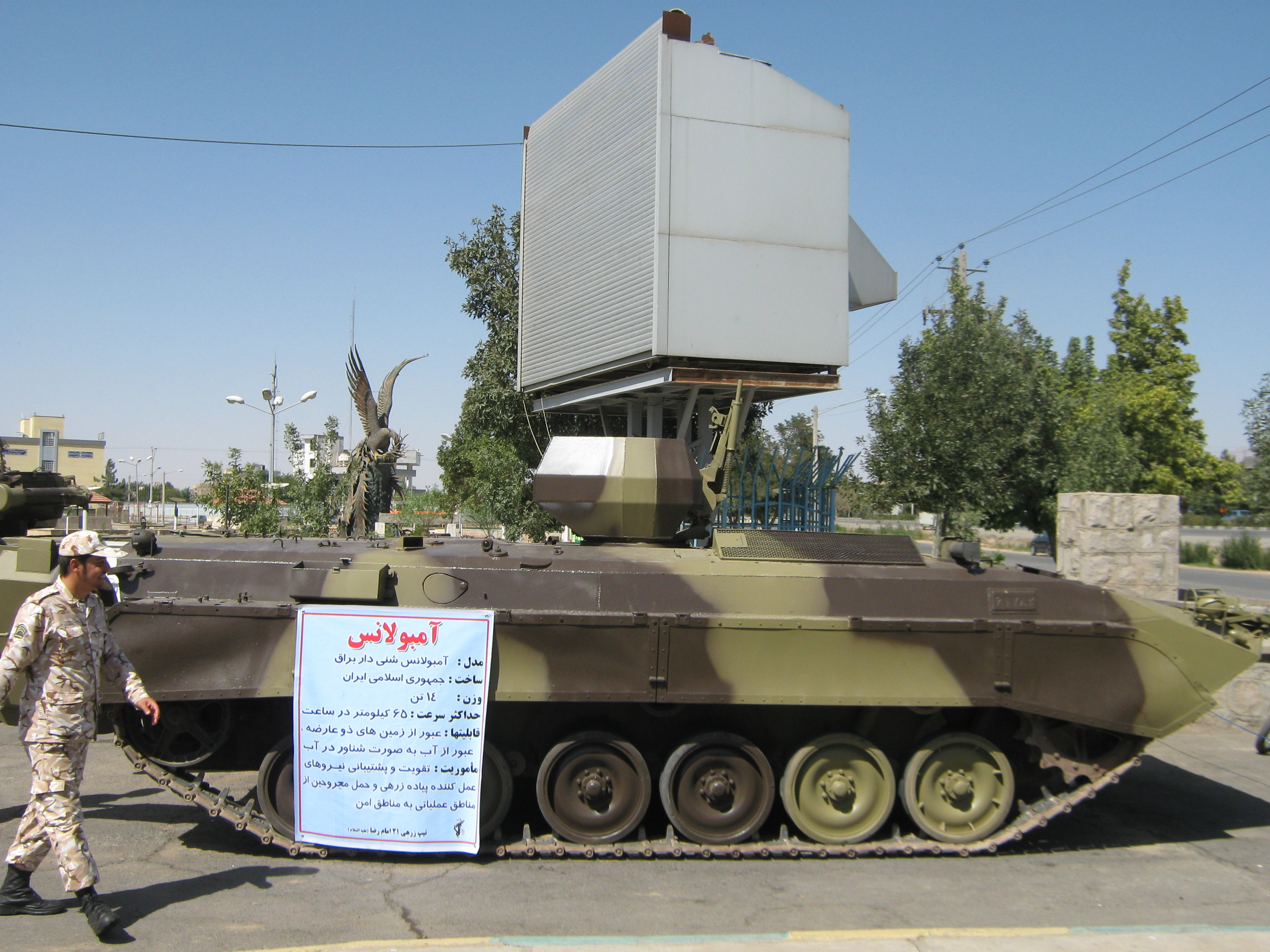
عرض عربة براق المدرعة بأسبوع الدفاع المقدس في نيسابور
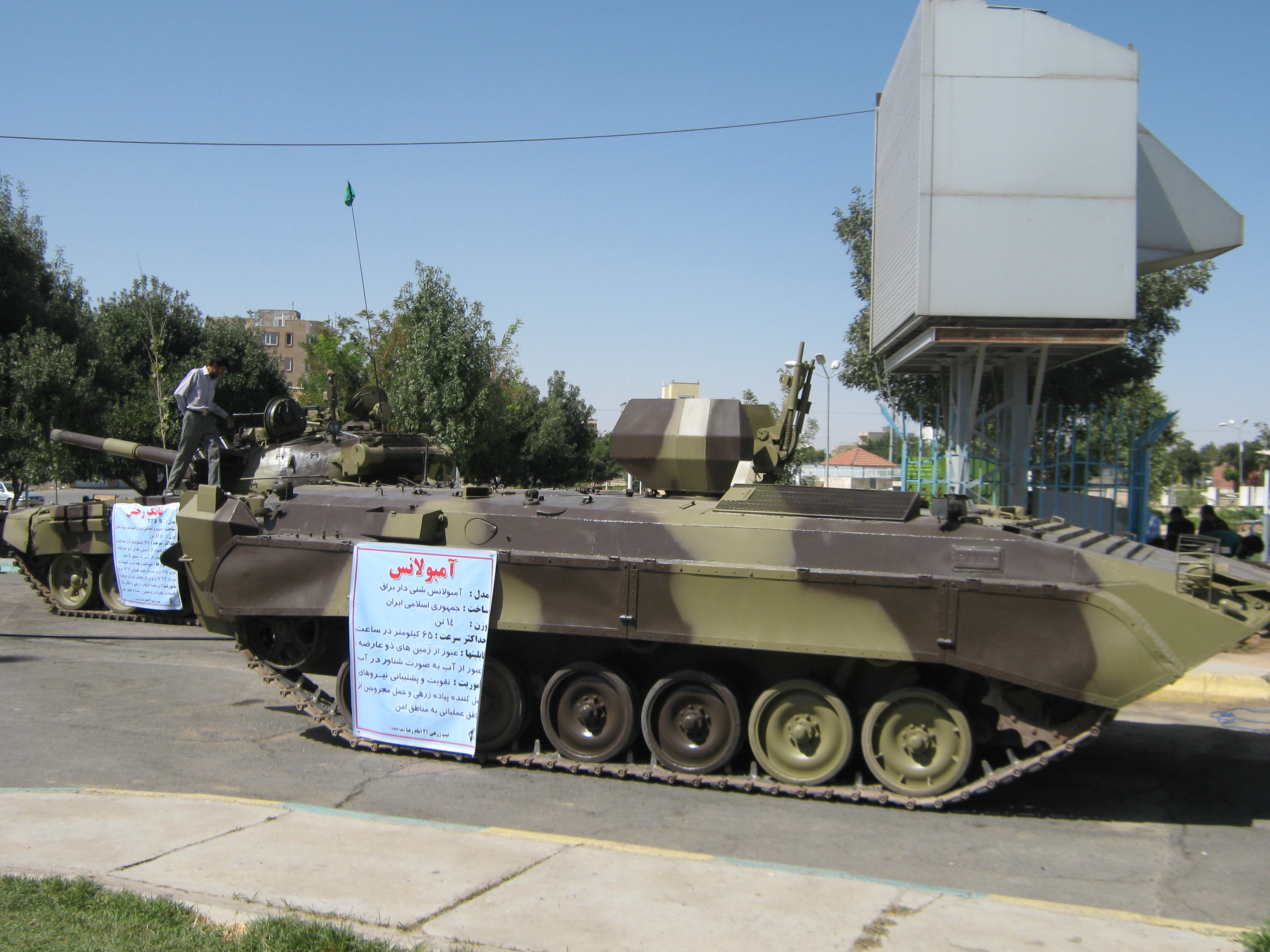
عربة براق
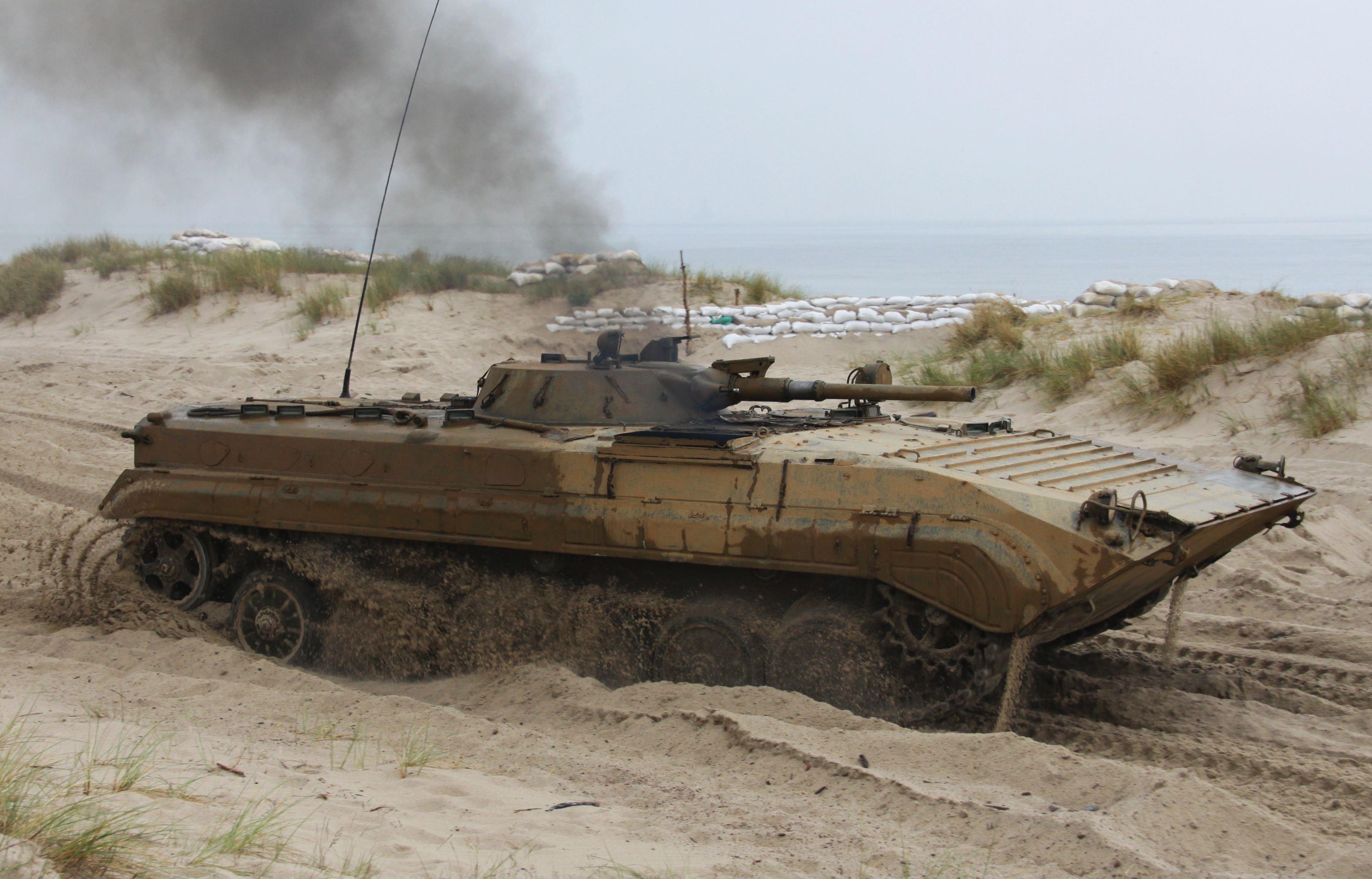
عربة براق العسكرية